# Leucania roseilinea
Leucania roseilinea là một loài bướm đêm trong họ Noctuidae.